# Saint-Michel-de-Chaillol
Saint-Michel-de-Chaillol (Occitaans: Sant Michèu de Chalhòl) is een gemeente in het Franse departement Hautes-Alpes in de regio Provence-Alpes-Côte d'Azur, en telt 301 inwoners (1999). De plaats maakt deel uit van het arrondissement Gap.

Saint-Michel-de-Chaillol
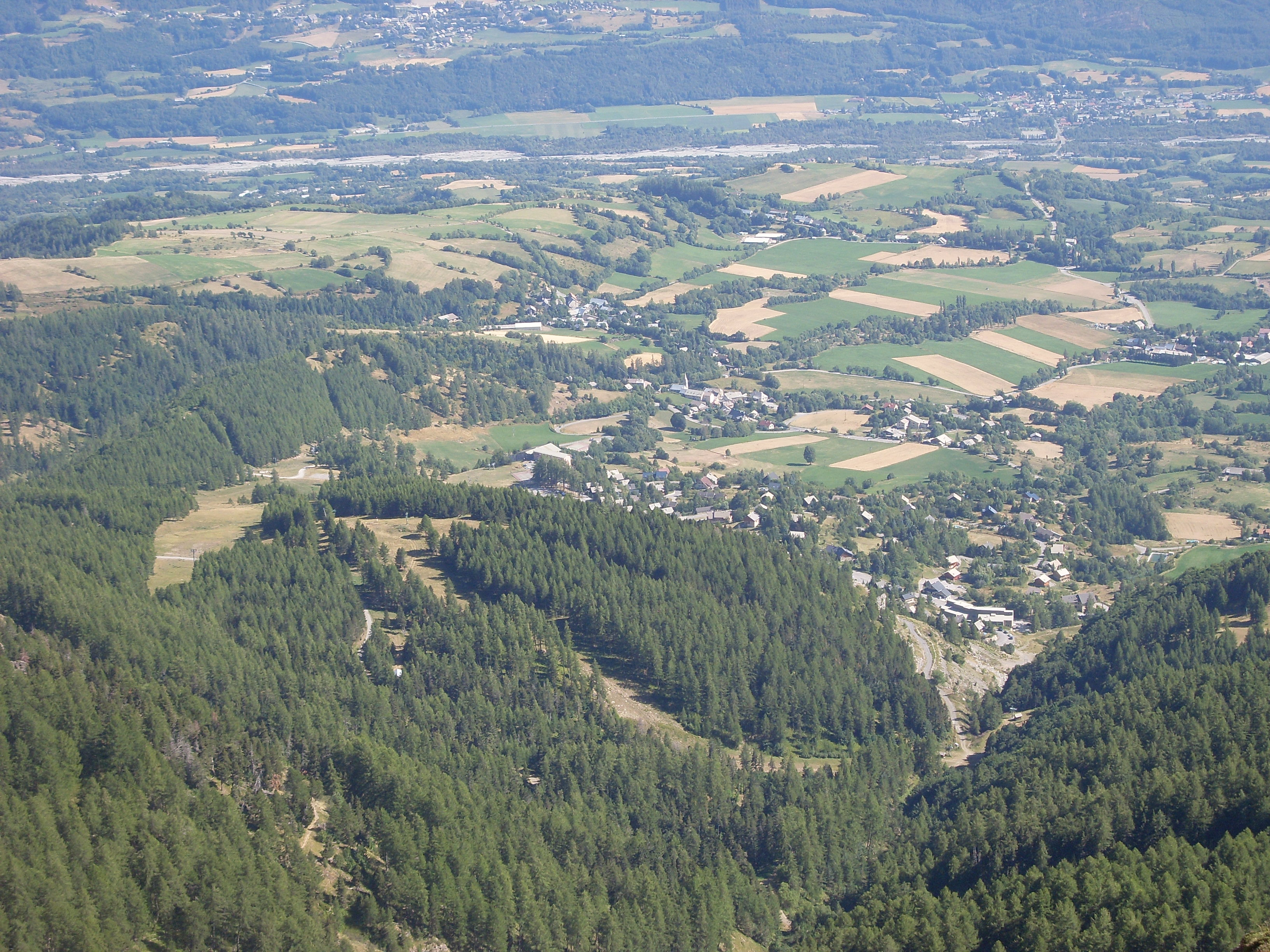
Saint-Michel-de-Chaillol
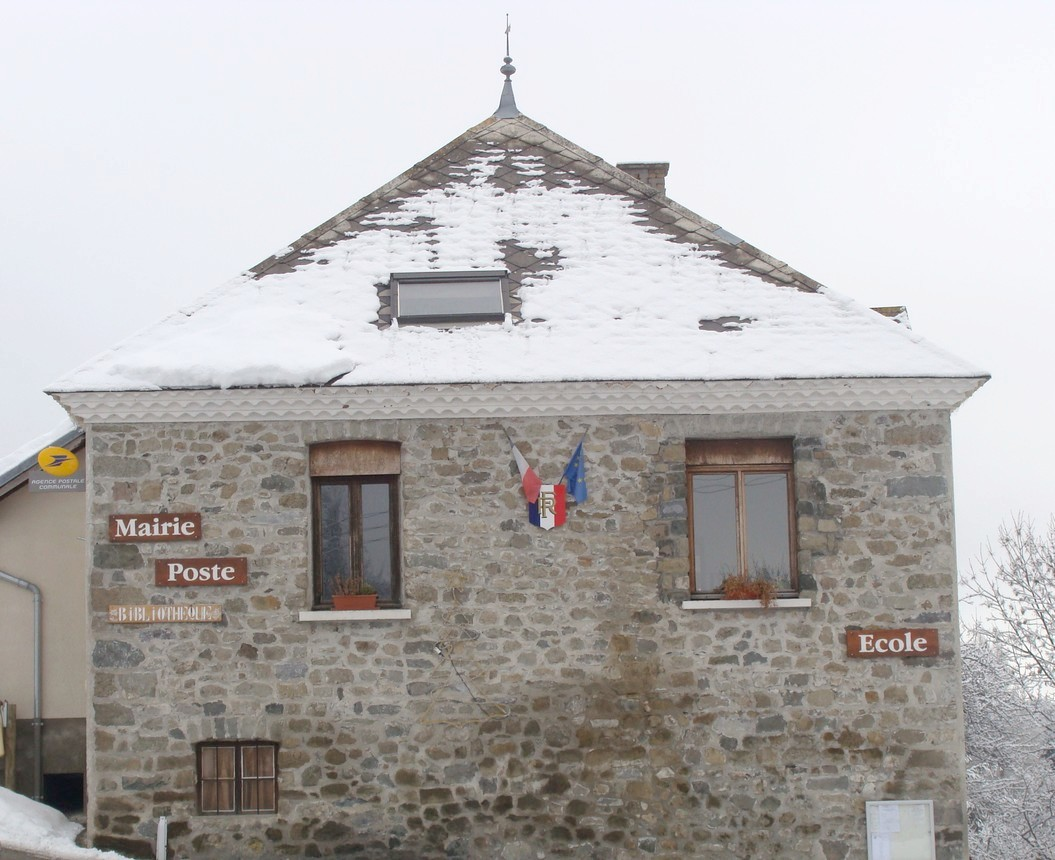
Gemeentehuis

## Geografie
De oppervlakte van Saint-Michel-de-Chaillol bedraagt 16,8 km², de bevolkingsdichtheid is 17,9 inwoners per km².
De onderstaande kaart toont de ligging van Saint-Michel-de-Chaillol met de belangrijkste infrastructuur en aangrenzende gemeenten.

## Demografie
Onderstaande figuur toont het verloop van het inwonertal (bron: INSEE-tellingen).
Vanwege een beveiligingsprobleem met de MediaWiki Graph-software is het momenteel niet mogelijk deze grafiek weer te geven. Zodra de software is bijgewerkt zal de grafiek vanzelf weer zichtbaar worden.